# Wagner Bello
Wagner José Laurindo, mais conhecido como Wagner Bello (São Paulo, 19 de setembro de 1964 — São Paulo, 12 de agosto de 1994), foi um ator e maquiador brasileiro, conhecido por interpretar o personagem Etevaldo no programa Castelo Rá-Tim-Bum.

## Biografia e carreira
Wagner José Laurindo nasceu em São Paulo em 19 de setembro de 1964. Wagner Bello foi formado pela Escola de Artes Dramáticas da USP (EAD), o que o possibilitou estrelar em várias peças, incluindo a peça Enq, o Gnomo, que lhe rendeu o Prêmio APETESP de melhor ator. A peça foi assistida por Phillippe Barcinski, cineasta que o indicou para fazer um teste para o personagem Etevaldo, do Castelo Rá-Tim-Bum, da TV Cultura. Além de ator, Bello era maquiador e também focava sua carreira em revelar a "mágica" da maquiagem teatral, sendo assim, considerado um "excelente e exigente professor da Fundação das Artes e Ofícios de São Caetano de Sul".

### Vida pessoal
Foi casado com a atriz Valéria Sândalo, de quem se separou pouco antes de morrer.

## Morte
Bello faleceu em 12 de agosto de 1994 em decorrência de complicações do vírus da AIDS. Antes de morrer, Wagner Bello conseguiu gravar todos os episódios de Castelo Rá-Tim-Bum, exceto um, que foi gravado por sua amiga, a atriz Siomara Schroder, que conta que viu o ator sofrer das consequências severas da doença.

## Prêmios e indicações
| Ano  | Prêmio         | Categoria   | Recipiente   | Resultado | Ref.        |
| ---- | -------------- | ----------- | ------------ | --------- | ----------- |
| 1991 | Prêmio APETESP | Melhor ator | Wagner Bello | Venceu    | [ 4 ] [ 5 ] |